# 全怪獣怪人
『全怪獣怪人』（ぜんかいじゅうかいじん）とは、勁文社（ケイブンシャ）から発売された、特撮番組の怪獣・怪人を紹介した書籍である。
2002年に勁文社が倒産後、翌2003年に発売：英知出版、販売：インフォレストから、同書刊行後の特撮番組を追加した『全怪獣怪人大事典』（ぜんかいじゅうかいじんだいじてん、以下大事典）が発売されているが、版権の都合などによる諸事情のため、当時とは大きく違う構成になっている。
ここでは、この『大事典』についても記述する。 

## 概要
本書の前身的存在は、同社がかつて1971年末に刊行した『原色怪獣怪人大百科』。これはA3判の両面に印刷した用紙を八つ折りにし、それを数十枚、箱に収めた無綴じの書籍であったが、1954年公開の映画『ゴジラ』から、当時の最新作『ミラーマン』まで、歴代の特撮映画および特撮番組に登場した怪獣や怪人を紹介しており、当時最大の人気を記録した。そして翌1972年以降も、毎年末に発売されるようになる。
1974年末からは、豆本形式の『全怪獣怪人大百科』にリニューアルし、翌1975年末刊行の「（昭和）51年度版」以降は、ロボットアニメを中心としたアニメ作品についても取り扱うなど、より対象を拡大し、年を変えるたびに版を重ね、同社が刊行していく児童向け書籍「大百科シリーズ」の基礎を築いた。
以降、この『全怪獣怪人大百科』は、ケイブンシャの大百科シリーズの一番手として、1984年末刊行の「60年度版」まで、実に10年以上にわたり発売された。大百科シリーズではこのような特撮作品総合の書籍が以後も定着していくことになり、派生書籍も数多く誕生した。

収録作品は『月光仮面』から『機動刑事ジバン』まで、1950年代末期から1980年代末期＝おもに昭和期の特撮番組全般について扱っている（後述）。

## ラインナップと作品の紹介
作品名の表記は、その書籍内の表記にしたがって記載。

## 『大事典』での変更点とラインナップ
作品数が増えたため、勁文社版が上・下巻の2巻編成だったのに対して、こちらは上・中・下巻の3巻編成となっている。
追加分では、写真料の高騰や、肖像権、権利関係などの理由により、全体的に怪獣・怪人・キャラクターの写真がほとんど掲載されておらず、文章のみで紹介されており、その紹介量も、作品によって一定していない。また、重要キャラクターの紹介がされず、逆にサブキャラクターが重要キャラのように扱われている作品もある。
勁文社版から再録された作品については、以前の分の表記が残ったまま再録されたが、編集の関係上、一部作品のページがずれていたり、ページの位置が入れ替わっていたりする例もある。
※勁文社版から引き継いだ作品の再録状況は勁文社版の項目を参照

### 上巻
- 2003年2月発売。ISBN 4754220161。

### 中巻
- 2003年3月発売。ISBN 475422017X。

### 下巻
- 2003年4月発売。ISBN 4754220188。

こちらは東映、円谷プロ以外の制作会社による特撮作品を収録している。東映、円谷以外の制作会社が手がけた特撮番組は少ないため、前2巻の半分のページ数しかない。
『月光仮面』から『電脳警察サイバーコップ』まで、全作品が再録となっている。90年代以降の作品では、1996年の『七星闘神ガイファード』などがあるにもかかわらず、一切追加作品の紹介がない。
巻末には、勁文社版では収録できなかった、ゴジラシリーズやガメラシリーズなど、東宝・大映の特撮映画に関する記述が追加された。ただしメインはあくまで1950～60年代の作品である。また東映・日活・松竹などの特撮映画も文字のみの簡単な紹介ではあるが、巻末に収録されている。

## 特記事項
- 個別の記事は設けられていないものの、『宇宙Gメン』『ワイルド7』『電撃!! ストラダ5』『Xボンバー』などの作品も、関連作品としてコラム扱いで収録されている[注釈 18]。
- 勁文社版下巻の巻末には、『仮面ライダー』のロケ地探訪企画が特集されていた[注釈 19]。
- 『大事典』の各作品は勁文社版と同じく、基本的には基本骨子と怪獣・怪人の紹介にとどまっているが、中巻の巻末には『ティガ』から『コスモス』までのウルトラシリーズのサブタイトルリストが掲載されている。